# Umberto Panerai
Umberto Panerai (Florence, 13 maart 1953) is een voormalig Italiaans waterpolospeler.
Umberto Panerai nam als waterpoloër tweemaal deel aan de Olympische Spelen; in 1976 en 1980. In 1976 maakte hij deel uit van het Italiaanse team dat het zilver wist te bemachtigen. Hij speelde acht wedstrijden. In 1980 eindigde Italië als achtste. Hij speelde acht wedstrijden.
Panerai speelde voor de club Rari Nantes Florentia te Florence.